# Trecate
Trecate est une commune de la province de Novare, dans le Piémont, en Italie.

## Administration
| Période                                  | Période  | Identité                | Étiquette    | Qualité |
| ---------------------------------------- | -------- | ----------------------- | ------------ | ------- |
| 14 juin 2006                             | En cours | Enzio Zanotti Fragonara | Forza Italia |         |
| Les données manquantes sont à compléter. |          |                         |              |         |

### Hameaux
San Martino (it).

### Communes limitrophes
Bernate Ticino, Boffalora sopra Ticino, Cerano, Garbagna Novarese, Novare, Romentino, Sozzago.

## Jumelages
Saint-Paul-Trois-Châteaux (France) depuis 2003.

## Personnalités
Domenico Fioravanti (1977-), nageur spécialiste de la brasse, double champion olympique en 2000.